# Nayef Hawatmeh
Nayef Hawatmeh (en árabe: نايف حواتمة) nacido en noviembre de 1935 en la ciudad de As-Salt, Jordania. Es el secretario General del Frente Democrático para la Liberación de Palestina.

## Biografía
Sin haber sobrepasado los 16 años de edad, Nayef Hawatmeh se integró al Movimiento Nacionalista Árabe (MNA) que surgió como reacción inmediata a la derrota árabe y a la catástrofe de Palestina.
Antes de cumplir los 19 años de edad, ya asumía plena responsabilidad organizativa en la dirección del MNA en Jordania y Cisjordania, luego del golpe de Estado que tuvo lugar en Amán, en abril de 1957, contra el gobierno nacional de Suleiman Al-Nabulsi.
En febrero de 1959, tuvo que pasar a la clandestinidad después de que el MNA sufriera persecución en Jordania. Así desapareció por no poco tiempo de la palestra pública. En esos momentos se emitió en ese país la primera condena a muerte contra Hawatmeh y varios de sus hermanos fueron detenidos y cumplieron largas condenas en prisión.
Debido a posteriores acontecimientos, Hawatmeh entró clandestinamente a Damasco y de ahí se trasladó a Trípoli, en el norte del Líbano, encabezando una marcha armada desde la ciudad siria de Homs. Allí contribuyó en la revolución de 1958, a la cabeza de un nutrido grupo de cuadros y militantes del Movimiento que se enfrentó a las intenciones del entonces presidente libanés Camille Chamoun de traer tropas estadounidenses a la región, y al proyecto diseñado por el mandatario norteamericano Dwight Eisenhower para el Líbano.
En esa etapa formó un frente de combate junto al premier libanés Rashid Karami y su partido Movimiento de Liberación Árabe y con los partidos del Baas, en el norte libanés.
Más tarde, tras la revolución del 14 de julio de 1958 y luego de la salida de Chamoun y la reconciliación entre las partes en conflicto en el Líbano, se trasladó a Bagdad, después de asumir en Irak toda la responsabilidad del MNA.